# Strymon fountaineae
Strymon fountaineae är en fjärilsart som beskrevs av Arg. Strymon fountaineae ingår i släktet Strymon och familjen juvelvingar. Inga underarter finns listade i Catalogue of Life.